# Істоти
Істоти (швед. Varelserna; фр. Les Céatures) — фентезійна драма 1966 року, написана та зрежисована Агнес Варда, яка розповідає історію пари, яка щойно переїхала до нового міста та потрапила в автомобільну аварію. Дружина, Мілен Пікколі, під час аварії втрачає голос та спілкується письмово. Чоловік, Едгар Пікколі, письменник-фантаст, працює над створенням своєї наступної книги.
Фільм «Істоти» був офіційним вибором 27-го Венеціанського міжнародного кінофестивалю, хоча отримав неоднозначні відгуки. Фільм провалився з комерційної точки зору.
Пізніше Варда переробила залишки плівки з фільму як основу для свого Ma Cabane de l'Échec (Моя халупа невдачі). «Істоти» було зроблено з плівки безпосередньо з розповсюджуваної копії та змінено, щоб утворити структуру кабіни.

## Сюжет
«Істоти» починається з того, що Мілен та Едгара Пікколі їдуть порожньою дорогою. Мілен висловлює занепокоєння тим, як швидко Едгар їде, але він відмовляється сповільнюватись. Едгар захищає свою швидкість водіння, заявляючи, що коли він швидко їде, то у нього також швидко приходять ідеї. Він розповідає, як вони будуть щасливі, живучи в будинку на березі моря і здійснюючи довгі прогулянки. Мілен погоджується з Едгаром, але знову просить його сповільнитися. Едгар цього не робить і незабаром після цього врізається в дерево.
Ми бачимо, що Едгар пережив аварію та проводить час, спостерігаючи за припливом, коли він стоїть на підвищенні, розташованому на Пасаж дю Гуа, дорозі, яку затоплює приплив. Повз проїжджає чоловік і пропонує Едгару підвезти, кажучи, що інакше йому доведеться чекати вісім годин, щоб виїхати. Едгар пропускає можливість поїхати і замість цього спостерігає за припливом з платформи.
Едгар починає писати книгу в сценах, які перемежовуються його подорожами навколо його нового міста на острові Нуармутьє. Під час цих подорожей він проходить повз будинок із кам'яною вежею на території, яка позначена як «заборонено». На вершині вежі стоїть самотня фігура, хоча вони не взаємодіють. Едгар відвідує магазин, яким керує жінка з донькою. Коли Едгар йде, дочка зауважує, що він налякав її, але мати захищає його, описуючи його як тихого, але ввічливого. Поки Едгар на відкритому ринку, Макс і П'єр, два продавці білизни, звертають на нього особливу увагу
Коли Едгар їде додому, Макс і П'єр, які перекрили дорогу, зупиняють його. Обидва продовжують імітувати бійку, і коли втручається Едгар, вони накривають його простирадлом, яке можна розірвати. Коли це відбувається, Макс і П'єр наполягають, щоб Едгар заплатив за це 50 франків. У наступній сцені видно, як продавці розмовляють з власником крамниці та пояснюють, що вони відчувають, що з Едгаром щось не так.
Потім Макс і П'єр переслідують Едгара в його домі, поки він намагається провести час зі своєю вагітною дружиною Мілен, яка стала німою через аварію. Едгару вдається вигнати обох, але наступного разу, коли він виходить з дому, він знаходить купу простирадла поруч із мертвим котом.
Він намагається знайти власника мертвого кота, але це не власник крамниці. Він судить місцевий готель, де його звинувачують у вбивстві кота. Плівка стає червоною, він звинувачує кухаря готелю у вбивстві кота, оскільки вони подають кота, коли у них закінчився кролик. Потім він б'є тих, хто звинуватив його у вбивстві кота разом з його трупом. Менеджер готелю виходить, щоб втрутитися і запевнити Едгара, що її кішка все ще жива. Коли Едгар йде ховати кота, він виявляє дивний металевий диск, прикріплений до нього.
Виявляється, що все дивне та незвичайне, що відбувається останнім часом, насправді є історією, яку пише Едгар, розказаною його очима, хоча незрозуміло, де саме починається вигадка історії Едгара та реальність його життя як письменника. закінчується. Едгар пояснює, що людина, яка є більш злим духом, ніж будь-яка людина чи тварина, може керувати іншими за допомогою віддаленого пристрою, хоча батареї вистачає лише на одну годину. В історії Едгара тих, кого контролюють, примушують до дій, які руйнують їхні особисті стосунки. Кожен із героїв історії Едгара є жителями міста, у якому вони з Мілен зараз проживають.
У своїй історії Едгар починає підозрювати свого сусіда у вежі, позначеній як заборонений: містера Дюкасса. Едгар звертається за допомогою до продавців білизни, щоб увірватися в будинок містера Дюкасса та провести розслідування. Опинившись усередині, Едгар стикається з містером Дюкассом і змушує його пояснити події, що відбуваються. Містер Дюкасс демонструє, що він може керувати людьми дистанційно, і робить це, змусивши одного з продавців, П'єра, ледь не вистрибнути з сусіднього вікна. У цей момент П'єр вирішує, що надивився, і йде. Містер Дюкасс каже Едгару, що він дасть йому всі відповіді, які він хоче, якщо Едгар зможе перемогти його в грі, яка нагадує спотворену версію шахів. Едгар погоджується на цей план.
У грі мініатюрні версії жителів міста розміщуються на шахівниці та змушені взаємодіяти один з одним. На моніторі поблизу відображається відео всіх взаємодій мешканців. Едгар повинен підтримувати стосунки між персонажами, поки містер Дюкасс намагається розлучити їх, контролюючи їхній розум протягом однієї хвилини за раз, протягом якого екран стає червоним. Гра триває, коли одні стосунки зберігаються, а інші розпадаються.
Однак Едгар бачив достатньо, коли містер Дюкасс намагається змусити старого, власника місцевого готелю, зґвалтувати доньку власника крамниці Сузон. Едгар продовжує розбивати все обладнання та битися з містером Дюкассом. Бій триває до вершини вежі в будинку, де Едгар змушує містера Дюкасса зійти з уступу до його смерті.
Так закінчується вигадана історія, яку написав Едгар. Коли Едгар наступного разу їде до міста, намагаючись викликати місцевого лікаря, щоб той допоміг Мілен пережити пологи, він дізнається, що справжній містер Дюкасс покінчив життя самогубством, стрибнувши з балкона своєї вежі, і помер так само, як в історії Едгара.
Протягом усього фільму межа між вигаданим і тим, що насправді спадає на думку Едгару Пікколі, розмита. Ніколи не можна точно сказати, коли фільм перестав стежити за Едгаром-письменником і почав стежити за Едгаром, сюжетом роману. Одна річ, яка стає зрозумілою в кінці фільму, полягає в тому, що металеві диски використовуються для контролю свідомості жителів міста, про що свідчить те, що плівка стає червоною. У цих конкретних випадках глядач знає, що сцени, які дивляться, є частиною роману, а не життя Пікколі як письменника.

## Акторський склад
- Катрін Деньов — Мілен
- Мішель Пікколі — Едгар Пікколі
- Єва Дальбек — Мікеле Квеллек
- Марі-Франс Міньяль — Віван Квелек
- Брітта Петтерссон — Люсі де Монтіон
- Урсула Кюблер — вамп
- Жанна Аллард — Генріете
- Жоель Гоцці — Сузон
- Бернар Ла Жарріж — доктор Десто
- Люсьєн Бодар — месьє Дюкасс
- П'єр Денні — Макс Піко
- Луїс Фалавінья — П'єр Ролан
- Ніно Кастельнуово — Жан Моде[4]

## виробництво
За словами Варди, вона створила «Істоти», намагаючись показати безладну природу натхнення. Вона хотіла передати, як натхнення може прийти з усіх боків: знайомих людей, навколишнього середовища тощо. Усі ці надихаючі джерела поєднуються, щоб створити власний безлад, і потрібно розпізнати цей безлад, перш ніж його можна буде перетворити на історію. Розлад не влаштується сам по собі.
Головні ролі у фільмі «Істоти» виконали Катрін Деньов і Мішель Пікколі. Його режисером став Варда, а зйомки проходили в Нуармутьє з 1 вересня по 15 жовтня 1965 року. Клод Піньо розробив набори, змонтував Жанін Верно, музику П'єра Барбо та зведення Жака Момона. Створений Parc Films-Mag Bodard, «Істоти» був розповсюджений Ciné-Tamaris. Фільм присвячений Жаку Демі.

## Критика
«Істоти» отримав дуже неоднозначні відгуки після прем'єри. Мішель Курно з Нувель Обсерватер зайшов так далеко, що назвав «Істоти» «монстром». Жан Нарбоні з Cahiers du Cinéma вважав, що Агнес Варда кинула себе в порожнечу разом із фільмом. Генрі Чап'є з Combat вважав, що Варді слід дати пропуск, тому що «який автор не має права хоча б раз помилитися».
Інші сучасні критики не погодилися, а П'єр Мазар з Le Figaro Littéraire сказав, що«Істоти» представлені зі швидкістю, гумором і щастям, і що вони показують глядачам народження літературних творів через сон і сновидіння. Семюель Лашізе з Юманіте проводить межу між двома школами думки, визнаючи, що «Істоти» — не найкращий фільм Варди, і він не належить до жодного відомого жанру, але все ж надихає на роздуми, оскільки він «тривожний і цікавий фільм».
Хоча сучасні критики були дещо збентежені фільмом, американські критики з тих пір сприйняли «Істот» прихильно. Роджер Еберт дав йому три зірки з чотирьох, назвавши його «складним і майже гіпнотичним дослідженням того, як факти перетворюються на вигадку». Він сказав, що фільм є порівнянням між тим, як ми формуємо наше життя, і тим, як письменник створює свій роман. «Наше минуле є фактичним, але наше майбутнє гнучке». Роджер Грінспан з Нью-Йорк таймс похвалив Варду за її зусилля, але зробив заяву: «хоча готуючи рагу з важких інгредієнтів, вона виробляла переважно піну та трохи пари». Грінспан написав, що він ненавидів фільм під час свого першого перегляду, але тепер розуміє, що фільм настільки прекрасний, що його недоліки слід пробачити за всі дрібні послуги. Джеймс Треверс з filmsdefrance.com хвалить здатність Les Céatures вписуватися у французьку нову хвилю, зберігаючи феміністичні відтінки, виділяючи його серед решти руху.

## Моя шахова хатина
Агнес Варда переробила свій невдалий фільм у успішну інсталяцію, Моя халупа невдачі, або My Shack of Failure. Халупи, зроблені з перероблених матеріалів на острові Нуармутьє, на якому знімалися «Істоти», надихнули Варду на створення халупи. Для Варди це «халупа переробленого фільму». Пізніше халупу було перейменовано на La Cabane du Cinéma, або Халупу кіно.
Ця халупа була новою інтерпретацією кіно та спробою відродити Les Céatures і зміцнити його існування. Кабейн також підняв питання про сприйняття фільму в пластиковій формі проти спроектованої форми. Варда стверджує, що кіно — це «світло, яке надходить звідкись, зафіксоване більш-менш темними або барвистими зображеннями». Для Варди халупа сама по собі є кінотеатром, і коли вона перебуває в самій халупі, «здається, що [вона] живе в кіно».
Мистецтвознавець Люк Ванчері погоджується з цим і продовжує, ставлячи під сумнів, як серії сегментів плівкової бобіни у формі халупи вдається підтримувати і сам фільм, і проектований кінематограф водночас. Він стверджує, що, оскільки світло проходить крізь фізичний целулоїд плівки, плівка все ще проектується та відкриває свої приховані зображення. Глядач халупи має вибір: досліджувати самі зображення чи світло, яке заломлюється та фільтрується крізь целулоїд.